# Le Retour de Diane chasseresse
Le Retour de Diane chasseresse est un tableau, mesurant 37 × 52 cm, peint par François Boucher en 1745. Il est conservé au musée Cognacq-Jay de Paris.

## Thème mythologique
Le tableau dépeint Diane et trois de ses nymphes, qui après avoir chassé oiseaux et lapins, se déchaussent et se dévêtent avant de se rafraîchir dans une mare.
En 1911, la presse annonce sa vente aux enchères adjugée à M. Cognacq pour un montant de 138 000 francs.